# Klausewitzia ritae
Klausewitzia ritae es una especie de peces de la familia Crenuchidae en el orden de los Characiformes, es la única especie del género Klausewitzia.

## Morfología
Los machos pueden llegar alcanzar los 2,5 cm de longitud total.

## Hábitat
Vive en zonas de clima tropical entre 23 °C - 28 °C de temperatura.

## Distribución geográfica
Se encuentran en Sudamérica:  cuenca del río Amazonas a la frontera entre el Perú y Brasil.